# Четиринадесета династия на Древен Египет
14-а династия на Древен Египет са малки крале от източбата част на Делтата на Нил през Втория преходен период на Древен Египет.

## Фараониот 14-а династия
- Нехеси, 17 век пр.н.е.
- Chatitre
- Nebfaure
- Sehabre
- Merdjefare
- Sewadjkara II, Se-wadj-ka-Re, 7. фараон
- Nebdjefara, Neb-djefa-Re, 8. фараон
- Ubenre, Uben-Re, 9. фараон
- ...-djefa-Re
- ...-uben-Re
- Autibra, Au-ib-Re, 13. фараон
- Her-ib-Re, 14. фараон
- Neb-sen-Re, 15. фараон
- Se-cheper-en-Re, 17. фараон
- Djed-charu-Re
- Se-anch-ib-Re
- Ka-nefertem-Re
- Sechem-...-Re
- Ka-kemet-Re
- Nefer-ib-Re, 23. фараон
- A...
- Cha-ka-Re
- Anch-ka-Re, 26. фараон
- Semen-en-Re, Hepu, 27. фараон
- Djed-ka-Re, Anati
- ...-ka-Re, Bebnem
- Se-nefer-...-Re
- Men-ib-Re, 40. фараон
- Djed-...-Re
- ..., Saket